# Communauté de communes Apcher-Margeride-Aubrac
La communauté de communes Apcher-Margeride-Aubrac est une ancienne communauté de communes française, située dans le département de la Lozère et la région Occitanie.

## Historique
Elle est créée le 1er décembre 2009.
Le schéma départemental de coopération intercommunale, arrêté par le préfet de la Lozère le 29 mars 2016, prévoit la fusion de la communauté de communes Apcher-Margeride-Aubrac avec la communauté de communes des Terres d'Apcher (moins la commune des Monts-Verts) à partir du 1er janvier 2017.
Elle fusionne, le 1er janvier 2017, avec la communauté de communes des Terres d'Apcher (moins la commune des Monts-Verts) pour constituer la communauté de communes des Terres d'Apcher-Margeride-Aubrac.

## Territoire communautaire

### Composition
Elle était composée des trois communes suivantes :
| Nom                          | Code Insee | Gentilé      | Superficie (km2) | Population (dernière pop. légale) | Densité (hab./km2) |
| ---------------------------- | ---------- | ------------ | ---------------- | --------------------------------- | ------------------ |
| Saint-Chély-d'Apcher (siège) | 48140      | Barrabands   | 28,26            | 4 169 (2014)                      | 148                |
| Blavignac                    | 48026      | Blavignacois | 13,83            | 304 (2014)                        | 22                 |
| Rimeize                      | 48128      | Rimeiziens   | 32,30            | 573 (2014)                        | 18                 |

### Démographie
| 2011  | 2012  | 2013  | 2014  |
| ----- | ----- | ----- | ----- |
| 5 111 | 5 057 | 5 038 | 5 046 |